# 丘尔哈特
丘尔哈特（Churhat），是印度中央邦Sidhi县的一个城镇。总人口13102（2001年）。

## 人口
该地2001年总人口13102人，其中男性7014人，女性6088人；0—6岁人口2181人，其中男1132人，女1049人；识字率56.25%，其中男性为66.87%，女性为44.02%。